# San Miguel de Allende
San Miguel de Allende je mexické město v centrální části země ve státě Guanajuato. Nachází se přibližně 270 km severozápadně od Ciudad de México v nadmořské výšce 1870 m n. m. Město bylo založeno v roce 1542 pod názvem San Miguel el Grande. Přídomek de Allende dostalo až v roce 1826 na počest Ignacia Allende – jedné z významných osobností mexické války za nezávislost. Zdejší příznivé klima, termální prameny a zachovalá koloniální architektura jsou jedním z důvodů, proč je San Miguel od 50. let 20. století turistickým střediskem.
V raném koloniálním období sloužilo město jako ochranný bod na jedné z nejstarších královských cest, která vycházela ze Ciudad de México a vedla severním směrem do dnešního jihozápadu USA (tzv. Camino Real de Tierra Adentro). Městská architektura a urbanismus unikátním způsobem spojují tehdejší evropskou (španělskou), kreolskou a původní mezoamerickou kulturu a umění v Novém Španělsku. Většina budov v historickém centru pochází z období baroka.

## Fotogalerie

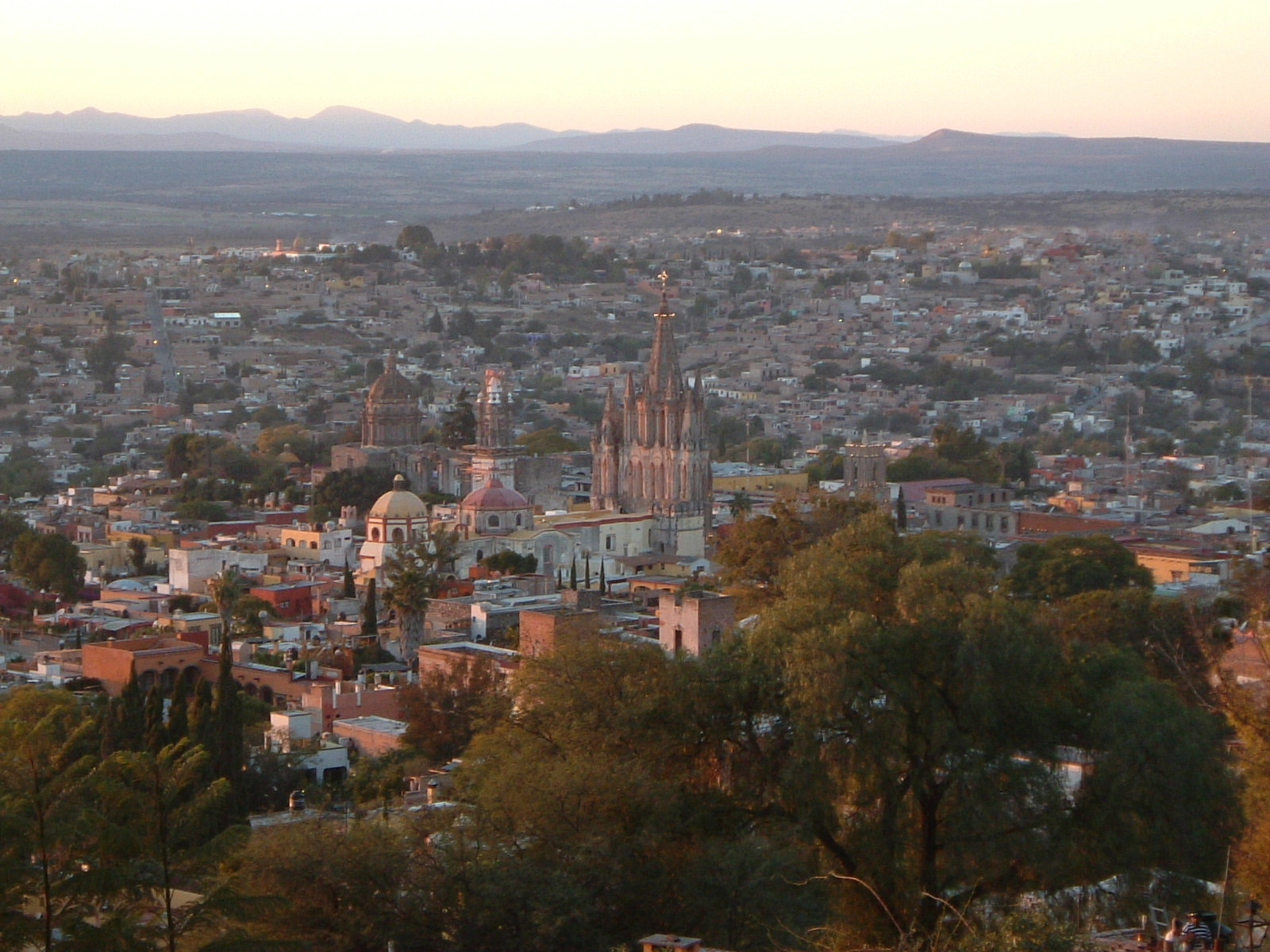
historické centrum
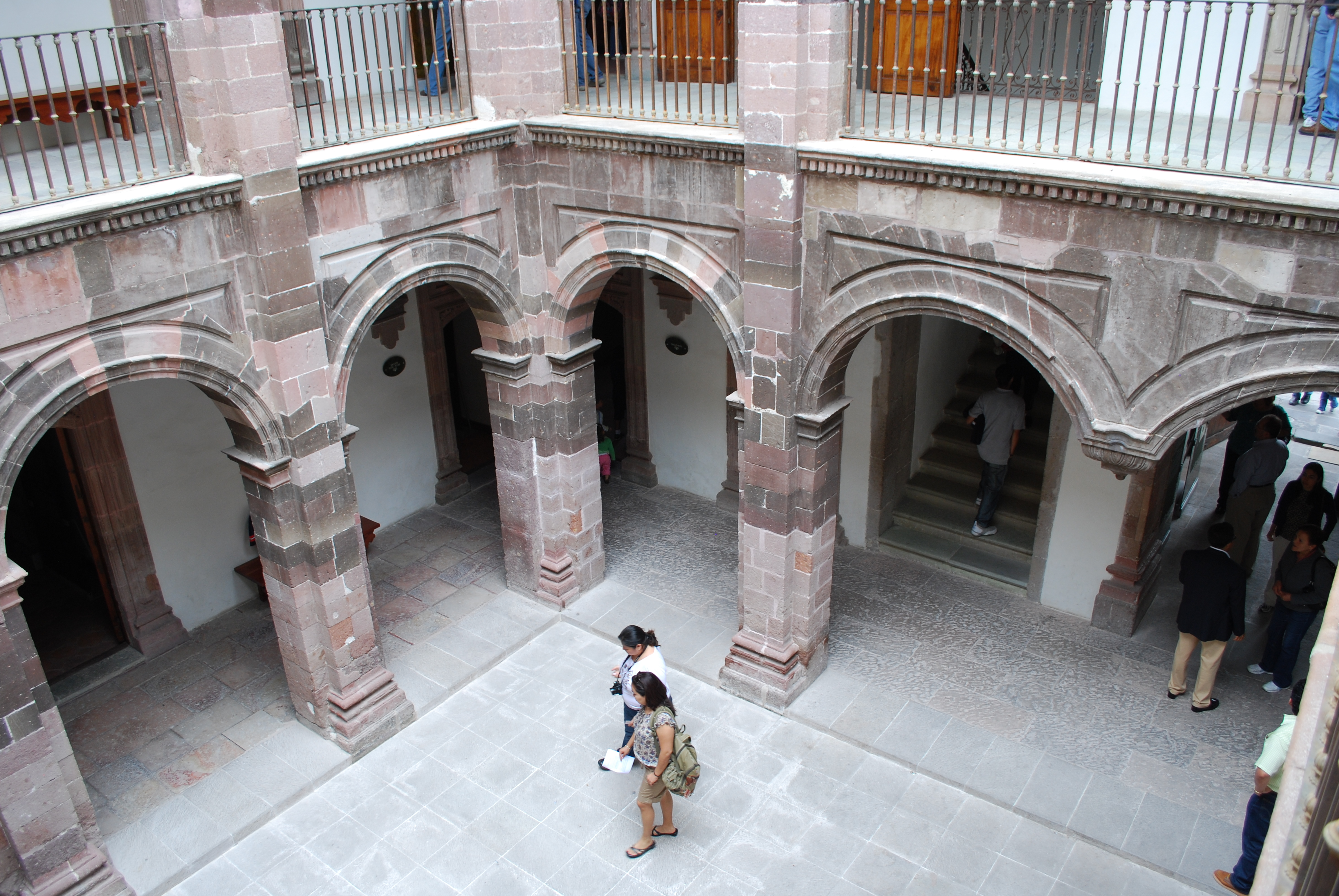
nádvoří Allendova domu
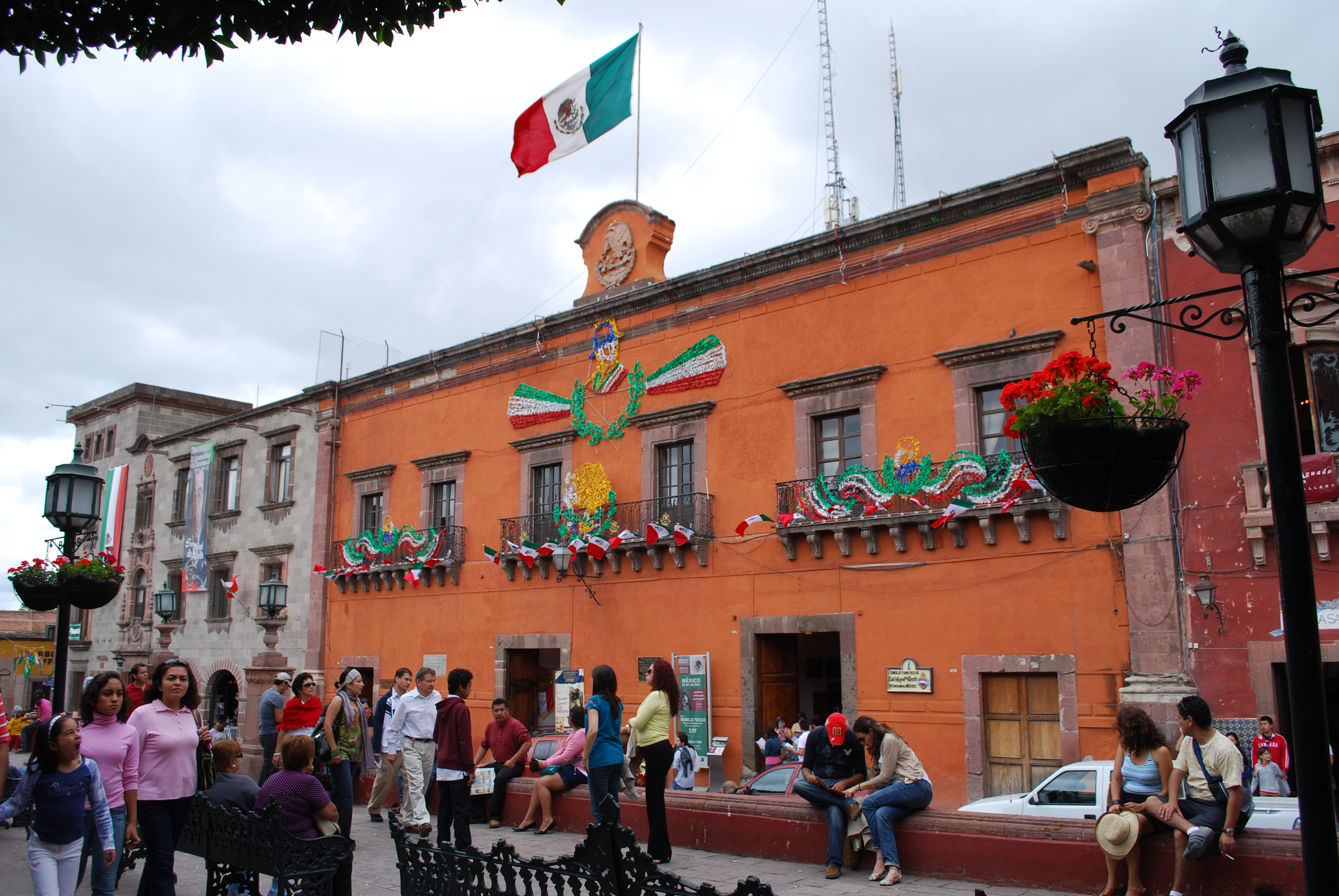
stará radnice
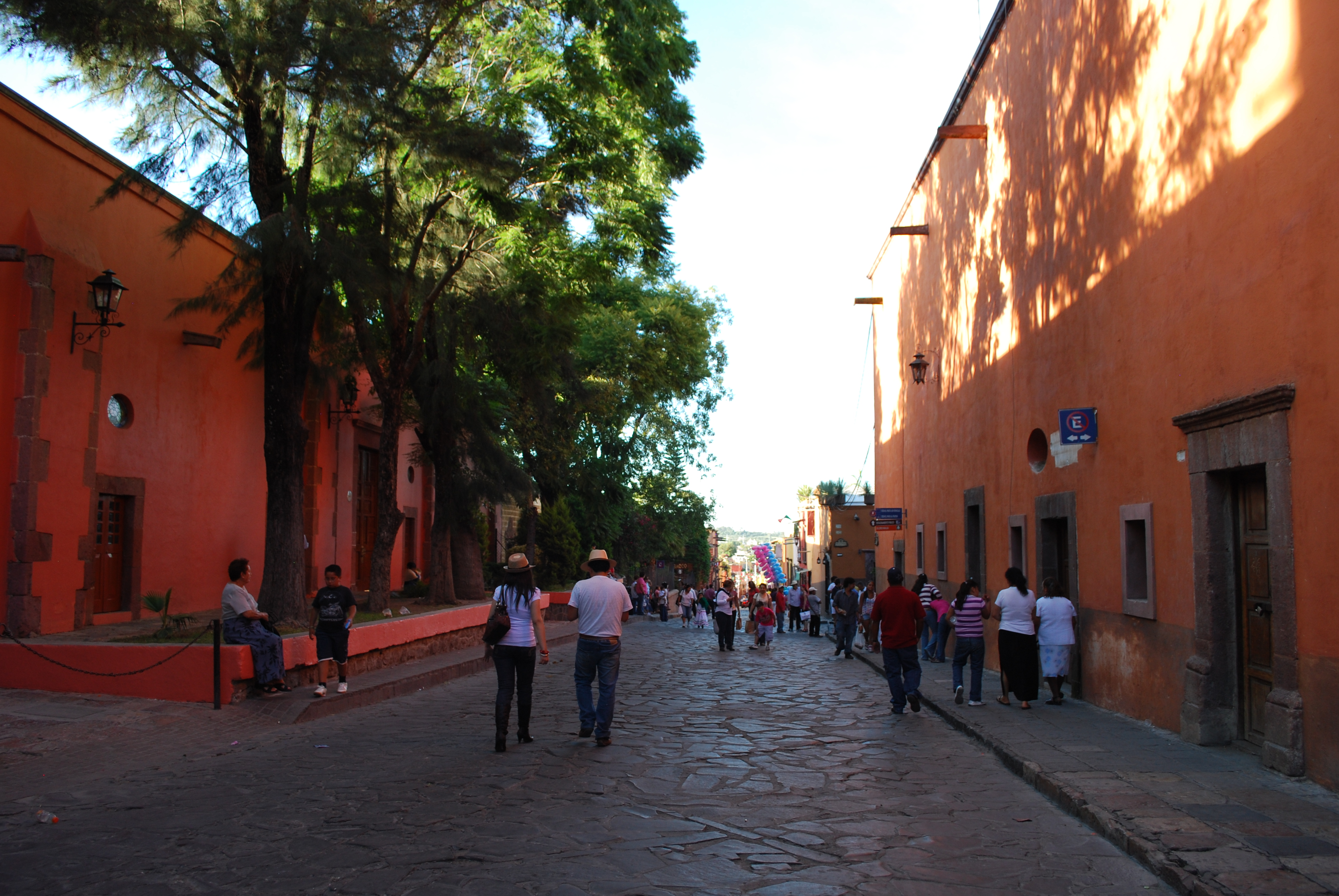
ulice v historickém jádru